# Joost Swinkels
Johannes “Joost” Petrus Swinkels (Helmond, 15 september 1997) is een Nederlandse radio-dj die sinds 2015 werkzaam is bij Qmusic Nederland.

## Levensloop
Swinkels' radiocarrière begon in het Elkerliek Ziekenhuis in Helmond, waar hij bij de ziekenomroep presenteerde. Hij deed een studie mediavormgeving aan het SintLucas in Eindhoven (waar hij onder andere het brein was achter de videoclip van "Schnitzel" van De Jeugd van Tegenwoordig). Later kreeg hij zijn eigen programma op Glow FM.
Swinkels deed in 2015 mee aan het Qcollege maar eindigde niet als eerste. Swinkels kreeg later toch een vast contract bij Qmusic en was elke zaterdag en zondag tussen 19:00 en 21:00 uur te horen op de zender. Sinds januari 2018 is Swinkels elke zaterdag en zondag te horen van 19:00 tot 22:00 met het programma Joost & Hila, dat hij presenteert samen met Hila Noorzai. Noorzai was voorheen op zaterdag en zondag van 21:00 tot 0:00 uur te horen. Van najaar 2018 tot juni 2019 was Joost & Hila geprogrammeerd van vrijdag t/m zondag van 18:00 tot 21:00. Sindsdien presenteert hij een programma van maandag- tot en met donderdagavond van 22:00 tot 1:00. Maar sinds 2 januari 2024 is hij te horen in de vroege avond van Qmusic van 19:00 tot 22:00 uur. 
Ook is hij sinds 2024 de vervanger van het ochtendprogramma Mattie & Marieke. 
Voor Qmusic maakt Swinkels ook de online-serie 'Joost mag het weten', waarin hij vragen van kijkers beantwoordt.

## Prijzen
In 2017 won Swinkels de Marconi Award voor aanstormend talent. Andere genomineerden waren Rob Janssen (NPO 3FM) en Bas Menting (Radio 538).